# Templo de Sapporo
El templo de Sapporo, Japón, es uno de los templos construidos y operados por la Iglesia de Jesucristo de los Santos de los Últimos Días, el número 151 construido por la iglesia y el tercero en Japón, ubicado en el barrio Atsubetsu-ku de la ciudad de Sapporo, en la parte suroeste interior de la isla de Hokkaidō. El templo en Sapporo es el sexto templo SUD construido en Asia.
El templo de Sapporo es utilizado por más de 8 mil fieles repartidos en estacas afiliadas a la iglesia en la isla de Hokkaidō y la prefectura de Aomori.

## Construcción
La construcción del templo SUD en Japón fue anunciada públicamente por Thomas S. Monson, el entonces presidente de la iglesia, durante la conferencia general el 3 de octubre de 2009. El templo fue anunciado al mismo tiempo que el Templo de Brigham City, el Templo de Concepción, Chile y el Templo de Fortaleza, Brasil. Es el segundo templo construido en Japón después del Templo de Tokio y el Templo de Fukuoka. Tras el anuncio público, la iglesia en ese país buscó un terreno adecuado. Finalmente se decidió construir el templo en un terreno situado a orillas del río Atsubetsu y adyacente a la Universidad Hokusei Gakuen que anteriormente era un campo de golf. El acceso es por el Hokkaidō Expressway y la estación Oyachi (Línea Tozai o línea naranja) del Metro de Sapporo.
La ceremonia de la primera palada tuvo lugar el 22 de octubre de 2011, siendo presidida por Gary E. Stevenson y contando con la presencia de dignatarios regionales incluyendo Yukio Hatoyama.

## Dedicación
El templo SUD de la ciudad de Sapporo fue dedicado para sus actividades eclesiásticas en tres sesiones el 21 de agosto de 2016, por Russell M. Nelson. Con anterioridad a ello, del 8 al 23 de julio de ese mismo año, la iglesia permitió un recorrido público de las instalaciones y del interior del templo al que asistieron más de 13,000 visitantes.  Unos 7.500 miembros de la iglesia e invitados asistieron a la ceremonia de dedicación, que incluye una oración dedicatoria.